# Tony Zucco
Tony Zucco è un personaggio immaginario della DC Comics. È un mafioso responsabile dell'omicidio dei genitori di Dick Grayson, evento che porta il ragazzino a essere adottato da Bruce Wayne e a intraprendere la strada per diventare un supereroe.

## Descrizione

### Pre-crisi
Antonio Zucco è un criminale mafioso di Gotham City; a seconda della continuità fumettistica, si tratta di un delinquente di basso rango o di un potente capo malavitoso. Nonostante diversi cambiamenti, il ruolo di Zucco nella nascita di Robin rimane sostanzialmente invariato: cercò di imporre il pizzo al circo di Haly, la cui attrazione principale era una famiglia di trapezisti chiamati "Grayson volanti". Il direttore del circo rifiutò l'accordo essendo una persona onesta, pertanto Zucco sabotò le corde del trapezio portando alla morte i genitori di Dick, che si esibivano senza la consueta rete di protezione. In seguito all'accaduto, il direttore accettò di pagare per evitare ulteriori "incidenti" e Dick venne adottato da Bruce Wayne, diventando anche suo partner nell'attività di vigilante sotto l'alias di Robin. Batman e Robin riescono poi a far arrestare Zucco, che viene condannato alla sedia elettrica.

### Post-crisi

#### Batman: Anno tre
In tale storia viene esplorato il passato di Zucco: immigrato di prima generazione dall'Italia, Zucco rimase orfano in giovane età quando una banda di criminali uccise i suoi genitori per essersi rifiutati di pagare loro il pizzo. Il bambino fu mandato in orfanotrofio dove, nonostante i tentativi delle suore di mandarlo sulla retta via, cadde preda della rabbia e pregò ripetutamente la morte degli assassini dei genitori. Successivamente scappò dall'istituto per unirsi a una delle principali famiglie criminali di Gotham, scalando rapidamente i ranghi.
Dopo che Batman lo porta all'arresto per l'omicidio dei Grayson, Zucco viene condannato a due ergastoli nel penitenziario di Blackgate. Dopo aver scontato sette anni, chiede un'udienza per ottenere la libertà vigilata offrendo in cambio testimonianza contro altri criminali di Gotham, fingendosi pentito per i crimi commessi. In realtà Zucco aveva nascosto un libro contenente informazioni incriminanti sulle attività mafiose di Gotham nell'orfanotrofio dove era stato portato Dick in seguito alla morte dei genitori e progetta di recuperare il libro prima che l'edificio venga demolito. Alfred Pennyworth, per nascondere la verità a Dick (divenuto Nightwing), si presenta all'udienza di Zucco per chiedere che il criminale rimanga in prigione, senza successo. Dick viene a saperlo e si dirige al Blackgate per affrontare Zucco, ma quest'ultimo viene ucciso a colpi di arma da fuoco mentre sta uscendo di prigione da un elicottero noleggiato da un boss rivale. Nonostante ciò dia un senso di chiusura a Grayson, il suo rapporto con Batman si complica ulteriormente.

#### Batman: Vittoria oscura
In questa versione Zucco si chiama Anthony "Ciccio" Zucco; è un criminale di basso livello che lavora per Sal Maroni, membro dell'impero mafioso di Carmine Falcone. Lui e un compagno, Edward Skeevers, si occupano del traffico di droga, ma vengono ostacolati dai criminali in costume che stanno progressivamente prendendo il controllo di Gotham. Zucco architetta quindi con Skeevers un piano per ottenere più potere e cerca di convincere il circo di Haley a collaborare nei suoi affari di contrabbando. In seguito a un rifiuto, uccide i genitori di Dick Grayson; quest'ultimo viene adottato da Bruce Wayne, che come Batman si fa aiutare da Dick per rintracciarlo. Nell'inseguimento che ne segue, Zucco muore per infarto dopo aver confessato vari crimini.

#### La notte più profonda
I resti di Tony Zucco vengono rianimati come un Lanterna Nera insieme a quelli dei coniugi Grayson, dei coniugi Drake, di Capitan Boomerang e altri membri deceduti tra gli avversari originali di Batman. Dick Grayson e Tim Drake, diventati i nuovi Batman e Red Robin, affrontano rispettivamente Zucco e i cadaveri di loro genitori, finché Dick non riesce a sospendere criogenicamente se stesso e Tim affinché le Lanterne Nere si allontanino non riuscendo a percepire alcun segno di vita dai loro corpi.

#### Lo specchio nero
In quest'opera viene rivelato che Zucco aveva avuto una figlia di nome Sonia. Apparentemente è una donna d'affari legittima e gestisce una banca con lo pseudonimo di Sonia Branch e Dick, appena divenuto il nuovo Batman, inizialmente spera che non sia corrotta come suo padre. Tuttavia, viene poi rivelato che Sonia ha manipolato l'eroe per sottomettere i suoi rivali che desiderano impossessarsi della sua banca, senza poter essere incriminata per mancanza di prove.